# Christian Marquis
Christian Marquis (* 20. Oktober 1953) ist ein ehemaliger französischer Ruderer. Er gewann bei den Weltmeisterschaften 1978 die Silbermedaille und bei den Weltmeisterschaften 1979 die Bronzemedaille im Doppelvierer.

## Sportliche Karriere
Christian Marquis trat in den Jahren 1976 bis 1978 beim Match des Seniors an, einem Wettbewerb für Ruderer aus der zweiten Reihe. 1976 belegte er hier den vierten Platz im Zweier ohne Steuermann, 1977 siegte er im Vierer ohne Steuermann und 1978 gewann er zusammen mit Jean-Raymond Peltier im Doppelzweier.
Bei den erst im November 1978 in Neuseeland ausgetragenen Weltmeisterschaften traten Marquis und Peltier zusammen mit den erfahreneren Roland Thibaut und Roland Weill an. Die Franzosen erreichten im Finale den zweiten Platz mit etwa zwei Sekunden Rückstand auf das Boot aus der DDR und 0,83 Sekunden Vorsprung auf das Boot aus der BRD. 1979 kam Charles Imbert für Thibaut in den Doppelvierer. In der Besetzung Christian Marquis, Jean-Raymond Peltier, Charles Imbert und Roland Weill gewannen die Franzosen die Bronzemedaille bei den Weltmeisterschaften in Bled mit sieben Sekunden Rückstand auf das Boot aus der DDR und dreieinhalb Sekunden Rückstand auf das Boot aus der BRD. Ebenfalls 1979 siegte der französische Doppelvierer bei den Mittelmeerspielen in Split. Bei den Olympischen Spielen 1980 in Moskau siegte der Doppelvierer der DDR. Anderthalb Sekunden dahinter gewann das Boot aus der Sowjetunion Silber, eine Sekunde dahinter folgten die Bulgaren und eine weitere Sekunde dahinter die Franzosen, die in der gleichen Besetzung wie 1979 antraten.